# Taishi Narikuni
Taishi Narikuni (jap. 成國大志 Narikuni Taishi; ur. 13 listopada 1997) – japoński zapaśnik walczący przeważnie w stylu wolnym. Mistrz świata w 2022. Złoty medalista mistrzostw Azji w 2022. Drugi na mistrzostwach Azji kadetów w 2014 roku.